# Проекты создания еврейского государства
До создания государства Израиль многими сионистами, прочими еврейскими деятелями и даже антисемитами предлагались иные проекты создания еврейского государства.

## Арарат (США)

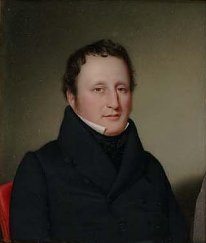
Мордекай Мануэль Ной

В 1825 году американцем еврейского происхождения Мордекаем Мануэлем Ноем была совершена попытка создания подобия еврейской колонии на севере штата Нью-Йорк. Предложенное им название «Арарат» выбрано в честь горы Арарат. В своей «Речи о восстановлении евреев» Ноай заявил о своей вере в то, что евреи вернутся и восстановят свою древнюю родину. Ной призвал США к этому начинанию. Он купил землю на Гранд-Айленде по цене 4,38 доллара (~ 122,00 долларов в 2024 году) за акр, чтобы построить убежище для всех желающих евреев. Идея не увенчалась успехом, но после Ной задумывался о переселении евреев в Палестину, став предшественником современного сионизма.

## Уганда
В 1903 году британский министр по делам колоний Джозеф Чемберлен для Теодора Герцля и его Сионистской группы предложил угандийский план, согласно которой часть протектората Восточной Африки переходила под власть еврейского народа.
Предполагаемому еврейскому государству была отведена территория площадью 13 000 км уступа Мау, современная Кения. Предложение Чемберлена стало ответом на еврейские погромы в России.
В том же году в Базеле Шестым конгрессом Всемирной сионистской организации эта идея была принята, за план проголосовало 295 человек.
В следующем году на плато была отправлена делегация из трёх человек. Благодаря большой высоте над уровнем моря там был умеренный климат, что делало его пригодным для заселения европейцами. Однако наблюдатели обнаружили, что это опасная земля, населённая львами и другими животными. Кроме того, там проживало большое количество масаев, которые, казалось, совсем не были рады притоку людей из Европы.
Получив этот отчёт, Конгресс в 1905 году решил вежливо отклонить британское предложение.

## Биробиджан
28 марта 1928 года Президиум Центрального исполнительного комитета СССР принял постановление «О выделении для Комзета свободной территории у реки Амур на Дальнем Востоке для поселения трудящихся евреев». Постановление означало, что «на территории названного региона существует возможность создания еврейской административно-территориальной единицы».
20 августа 1930 года Центральный исполнительный комитет РСФСР принял постановление «О создании Биробиджанского национального округа в составе Дальневосточного края». Государственный плановый комитет рассматривал Биробиджанский национальный округ как отдельную экономическую единицу. В 1932 году были рассмотрены и утверждены первые плановые показатели развития округа.
В 1938 году, с образованием Хабаровского края, Еврейская автономная область  вошла в его состав.
Согласно национальной политике Иосифа Сталина, каждая из национальных групп, входивших в состав Советского Союза, получала территорию, на которой могла осуществлять культурную автономию в рамках социализма. В этом смысле это также было ответом на две предполагаемые угрозы советскому государству: иудаизм, который противоречил официальной государственной политике атеизма, и сионизм. Именно поэтому идиш, а не иврит, станет национальным языком, а новая социалистическая литература и искусство заменят религию в качестве основного выражения культуры.
Другой важной целью Биробиджанского проекта было увеличение численности населения на отдалённом советском Дальнем Востоке, особенно вдоль уязвимой границы с Китаем. В 1928 году в этом регионе практически не было поселений, в то время как евреи были широко распространены в западной части Советского Союза, на Украине, Белоруссии и собственно России.
География и климат Биробиджана были суровыми, ландшафт в основном представлял собой болота, и новым поселенцам приходилось начинать жизнь с нуля. Некоторые даже утверждали, что Сталин, выбирая Биробиджан, руководствовался антисемитизмом и хотел держать евреев как можно дальше от центров власти.
Биробиджанский эксперимент был остановлен в середине 1930-х годов, во время первой кампании сталинских чисток.
После войны идея Биробиджана как потенциального дома для еврейских беженцев возродилась. В то время еврейское население региона составляло почти треть от общей численности. Но усилия в этом направлении прекратились из-за дела врачей, создания Израиля и второй волны чисток, устроенных Сталиным незадолго до его смерти. Еврейское руководство снова было арестовано, и были предприняты усилия по искоренению идишской культуры — даже коллекция иудаики в местной библиотеке была сожжена. В последующие годы идея создания автономного еврейского региона в Советском Союзе была практически забыта.

## Мадагаскар
Мадагаскарский план был предложен правительством Нацистской Германии и заключался в насильственном переселении еврейского населения на остров Мадагаскар. Сама идея не была новой. Генри Гамильтон Бимиш, Арнольд Лиз, лорд Мойн, немецкий учёный Пауль де Лагард, а также правительства Великобритании, Франции и Польши (у коей были свои планы насчёт острова) рассматривали эту идею.
Хотя некоторые известные нацистские идеологи, такие как Юлиус Штрайхер, Герман Геринг и Иоахим фон Риббентроп, обсуждали этот план ещё в 1938 году, он был приведён в действие только в июне 1940 года. Поскольку победа во Франции была неизбежна, было ясно, что все французские колонии вскоре перейдут под контроль Германии, и план по Мадагаскару мог быть реализован. Также считалось, что потенциальный мирный договор с Великобританией предоставит в распоряжение Германии британский флот для использования в ходе эвакуации.
С одобрения Адольфа Гитлера Адольф Эйхман 15 августа 1940 года опубликовал меморандум, в котором призывал переселять по миллиону евреев в год в течение четырёх лет, а остров превратить в полицейское государство под управлением СС. План был отложен после того, как немцам не удалось победить британцев в битве за Британию в конце 1940 года. В 1942 году так называемое «территориальное решение еврейского вопроса» было отвергнуто в пользу «окончательного решения».

## Прочие предложения
- В 1823 году Павел Пестель, представитель декабристов, предложил создать для евреев государство в Малой Азии[10].
- Теодор Герцль предлагал Кипр и синайский Эль-Ариш предлагал в качестве территории нового еврейского государства[11].
- Еврейская автономия в Крыму
- Британская Гвиана (современная Гайана)[12]
- Государство Иудея